# Jean-Michel Langevin
Pour les articles homonymes, voir saint Jean et Langevin.
Jean-Michel Langevin  né le 28 septembre 1731 à Ingrande (province d'Anjou dans le royaume de France) et mort guillotiné le 30 octobre 1793 à Angers (Maine-et-Loire) est un prêtre catholique, martyr en haine de la foi. Béatifié le 19 février 1984 il fait partie des 99 martyrs d'Angers, parmi plus de deux mille hommes et femmes guillotinés à Angers et fusillés à Avrillé pour la plupart. Jean-Michel Langevin parce qu'il a refusé de prêter serment, voulait « rester libre » selon les mots de Jean-Paul II lors de la cérémonie de béatification, plus de deux siècles plus tard.

## Contexte historique
Le 12 juillet 1790, l'Assemblée constituante vote la constitution civile du clergé. Le décret d'application prévoit que les prêtres fonctionnarisés prêtent serment à la constitution. En novembre 1792 et le 27 mai 1792 sont arrêtés des décrets répressifs contre le clergé réfractaire, dont le culte est interdit. Le second décret prévoit la déportation hors du territoire français de tout prêtre réfractaire sur la simple demande de vingt citoyens.
L’insurrection vendéenne éclate véritablement en mars 1793 lorsque la Convention, le 23 février, ordonne une levée de 300 000 hommes. Le 17 octobre 1793 l'Armée catholique et royale vaincue à la bataille de Cholet est acculée ; elle reflue ensuite vers la Loire, laissant nombre de civils derrière elle.
À Angers, dirigés par les représentants en mission Nicolas Hentz et Adrien Francastel, les prisonniers, hommes et femmes, passent en jugement sommaire devant les commissions militaires. Ils sont soit guillotinés sur la place du Ralliement (ancienne place Saint-Maurille avant le 23 avril 1793), soit  fusillés dans un champ désert de la ferme Desvallois.

## Biographie

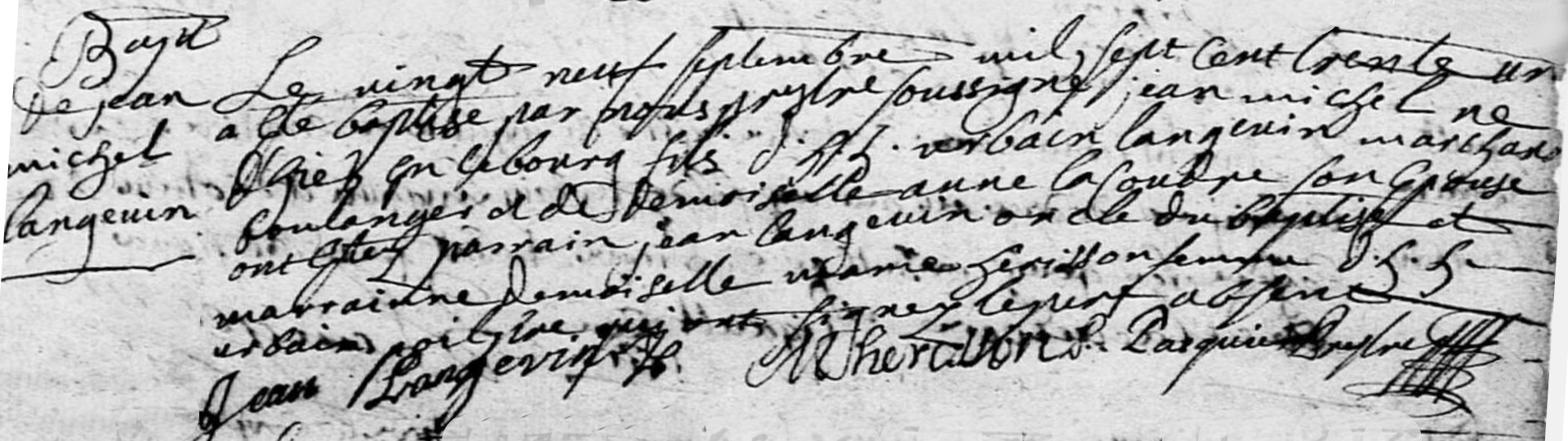
Acte de baptême de Jean-Michel Langevin cliquez pour agrandir

Fils d'Urbain Langevin marchand boulanger et d'Anne Le Coudre (dernier enfant du couple, qui en eut cinq) Jean-Michel Langevin naît à Ingrande (le nom du village s'orthographiait alors sans s) en province d'Anjou, le 28 septembre 1731. Il est baptisé le lendemain dans cette paroisse , : il a pour parrain Jean Langevin, son oncle et pour marraine, Marie Hérisson, femme d'Urbain Poislane
Vicaire au Louroux-Béconnais puis à Villevêque, il est nommé prieur-curé de Beausse en 1759 ; il est installé curé de Briolay le 17 septembre 1774,. Survient la Révolution française, il refuse de prêter serment à la Constitution civile du clergé et de rejoindre les rangs de l'Église constitutionnelle (déclarée schismatique par le pape Pie VII) de même qu'André Fardeau, un de ses vicaires. Jean-Michel Langevin est alors chassé de sa cure le 3 avril 1791, par ses paroissiens révolutionnaires,,. Son autre vicaire André Janin prête le serment constitutionnel . L'abbé Simon Gruget qui vécut la Révolution à Angers et autour, et qui connut très certainement Jean-Michel Langevin a rapporté à son sujet : « C'était un digne pasteur qui eut beaucoup à souffrir de ses paroissiens. Il ne faut pas en être surpris, il avait dans sa paroisse beaucoup de philosophes, disciples de Voltaire et de Rousseau, et tout leur soin était de chercher à traverser leurs curés, à leur susciter des procès, dans le but de les discréditer aux yeux de leurs paroissiens. M. Langevin ne fut pas plus heureux. Il fut supplanté par son propre vicaire, M. Janin, frère de M. Janin, vicaire de Saint-Michel-du-Tertre, qui fit inutilement tous ses efforts pour le retirer de l'abîme 
Remplacé par un intrus, l'abbé Langevin part pour Angers le 4 avril et y reste jusqu'au 9 mai. Puis il s'en va à Montrevault, dans les Mauges, où il reste jusqu'à la Toussaint pour revenir à Briollay et y enlever des meubles pour le bourg du Mesnil-en-Vallée où il possède une maison . Il vient ensuite à Angers, car l'arrêté du 1er février 1792 enjoignait à tous les prêtres insermentés de venir résider dans cette ville, pour y être soumis à un appel quotidien . Jean-Michel Langevin arrive donc à Angers le 5 avril 1792, et le 6 avril se présente devant la municipalité . Le 17 juin 1792, il échappe à l'internement général des prêtres insermentés ; il se cache dans une chambre appartenant à Mademoiselle de Vaugirault rue Saint-Martin  et y reste jusqu'à l'arrivée de l'Armée catholique et royale au mois de juin 1793. Sorti de sa cachette, l'abbé Langevin descend la Loire en bateau et retourne au Mesnil-en-Vallé. Il y exerce son ministère avec Blanvillain ex-curé d'Ingrandes ; il proclame à l'autel qu'il administrera les malades de jour et de nuit, et les autres dans la mesure de ses forces.
Après la défaite de l'armée vendéenne, les prêtres du diocèse, traqués, arrivent à Angers pour y entendre une sentence de mort. Jean-Michel Langevin ouvre le premier cette route sanglante. Dénoncé le 7 septembre 1793 au Comité Révolutionnaire d'Ingrandes par quatre « patriotes », et arrêté le 24 octobre 1793 au Mesnil-en-Vallée dans une ferme il est transporté à Angers. Interrogé une première fois et conduit à la prison nationale, place des Halles, d'où on l'extrait le 29 octobre, pour être jugé par la commission Félix siégeant au couvent des Jacobins . Condamné à mort, il est guillotiné le lendemain, le 30 octobre 1793, à 4 heures de l'après-midi, place du Ralliement, autrefois place saint-Maurille .
L'abbé Langevin fut la première personne à être guillotiné à Angers (« Cette guillotine, établie sur une nouvelle place, la place du Ralliement, à l'endroit même où était le grand autel de l'église Saint-Pierre, y demeura en permanence pendant une année entière, depuis la fin d'octobre 1793 jusqu'à la mi-octobre 1794 ») ,. L'abbé Simon Gruget dut sans aucun doute lui donner son absolution, comme il le fera durant toute la Terreur (Il est l'auteur de Mémoires qui ont grandement aidé à la béatification des Martyrs d'Angers) D'autres exécutions suivront par le fusil et la guillotine à Avrillé et à Angers.

## Le bienheureux

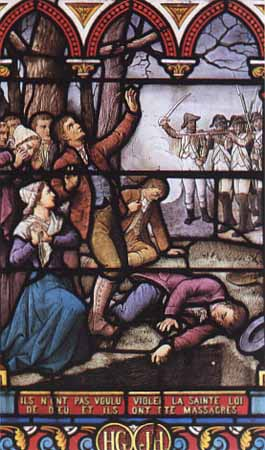
Vitrail de l'église Saint-Pierre de Chemillé

En 1905, Joseph Rumeau, évêque d’Angers, introduit la cause d’un certain nombre de victimes d'Avrillé et d'Angers mises à mort haine de la foi et de l’Église catholique. Une procédure canonique de béatification est alors lancée. Le décret proclamant le martyre de quatre-vingt-dix neuf de ces victimes dont Jean-Michel Langevin et André Fardeau est promulgué le 9 juin 1983 : ce sont les Martyrs d'Angers. Leur béatification est célébrée solennellement le 19 février 1984 par le pape Jean-Paul II à la Basilique Saint-Pierre du Vatican.

### Fête et mémoire liturgique
La mémoire liturgique de Jean-Michel Langevin est célébrée le 30 octobre  et le 1er février

## Hommage
- Une école primaire d'Ingrandes-Le Fresne sur Loire porte son nom.